# Treechada Petcharat
Treechada Petcharat (en tailandés: ตรีชฎา เพชรรัตน์, rtgs: Trichada Phetcharat), más conocida por los apodos Poyd (en tailandés: ปอย, rtgs: Poi) o Nong Poy (en tailandés: น้องปอย, rtgs: Nong Poi), es una actriz y modelo tailandesa que se sometió a una cirugía de afirmación de género a los 17 años. Se la considera la «mujer transgénero más bella de Tailandia».

## Vida y carrera
Treechada nació en el seno de una familia chino-tailandesa. Durante su infancia se dio cuenta de que era una mujer transgénero. Sin embargo, delante de sus padres tuvo que ocultar su identidad de género y se vio obligada a presentarse socialmente como hombre. A los 17 años se sometió a una cirugía de afirmación de género. Desde entonces, dice que se siente como si hubiera renacido. Completó sus estudios en la Facultad de Derecho de la Universidad de la Asunción y actualmente está cursando una licenciatura en genética molecular e ingeniería genética en la Universidad Mahidol.
A los 19 años, Petcharat obtuvo las coronas en los certámenes de belleza Miss Tiffany's Universe y Miss International Queen de 2004; en esta última ganó el premio al Mejor Traje de Baño al realizar un homenaje a los paisajes costeros de su provincia natal, Phang Nga.
Es una defensora de la comunidad LGBTQ+ y comparte abiertamente su trayectoria personal, incluida su cirugía de afirmación de género. En 2013, Petcharat participó activamente en los debates parlamentarios en Tailandia por la legalización del matrimonio igualitario. Además, colaboró con otras celebridades trans en un anuncio de Pantene, con el objetivo de promover la visibilidad transgénero y generar conciencia sobre dicha comunidad.
Además de una exitosa carrera como modelo, Petcharat también ha aparecido en varias películas a lo largo de los años. En 2014, protagonizó The White Storm, una película de acción criminal dirigida y producida por Benny Chan que se centra en una redada de drogas a gran escala que involucra a la policía de Hong Kong y la mafia tailandesa, y en la que interpreta el papel de una traficante de drogas tailandesa. Un año después, Petcharat asumió el papel de una jefa de la mafia en la película de comedia de acción From Vegas to Macau II, protagonizada por los reconocidos actores de Hong Kong Chow Yun-Fat, Carina Lau y Shawn Yue.
Petcharat se desempeña como directora general de Biomtpharma, su propio laboratorio y empresa de fabricación de suplementos alimenticios.

## Vida personal
El 1 de marzo de 2023, Petcharat se casó con Banlu "Oak" Hongyok, un empresario de ascendencia china cuya familia tiene una conexión de larga data con la industria del estaño de Phuket. Durante su ceremonia de boda en Phuket, ella vistió un atuendo tradicional Peranakan valorado en US$580.000.

## Filmografía

### Películas
- With Love (2010)
- Spicy Beauty Queen of Bangkok 2 (2012)
- The White Storm (2013)
- From Vegas to Macau II (2015)
- Insomnia Lover (2016)
- Witch Doctor (2016)

### Televisión
| Año  | Título                          | Rol |
| ---- | ------------------------------- | --- |
| 2017 | Club Friday Season 9: Fake Love | Toi |
| 2024 | Tomorrow and I                  | Vee |